# Російська митниця
Росі́йська ми́тниця (рос. Российская таможня) — інститут і мережа органів державної влади в Росії, що займається питаннями митної справи (оподаткування зовнішньої торгівлі, валютного контролю, транспортного і санітарного нагляду). З 2004 року контролюється Федеральною митною службою (рос. Федеральная таможенная служба; ФМС Росії). Практика митного збору на теренах сучасної Росії походить з ХІІІ—XIV ст., від ординського звичаю прикладання клейма (тамги) на товари, що згодом перетворився у найбільш прибутковий податок з торгівлі, так званий таможенний (митний) збір. Місця сплати такого збору називалися таможнями (митницями). Як інституція європейського типу російська митниця постала у Московській державі XVII ст., в часи царя Олексія Романова, коли були прийняті Торговий статут (25 жовтня 1653), Статутна митна грамота (1654) і Новоторгівельний статут (1667). У Російській імперії митницею завідувала Комерц-колегія, а згодом — Міністерство фінансів. У РСФСР і СРСР митниця перебувала під контролем Наркомату торгівлі і промисловості (1918—1920), зовнішньої торгівлі (1920—1946), Міністерства зовнішньої торгівлі (1946—1986). 12 лютого 1986 року для адміністрування митних справ було створено самостійне Головне управління державного митного контролю, яке 25 жовтня 1991 року реформували у Державним митний комітет. 2004 року цей комітет змінив назву на Федеральну службу. Від 2016 року вона підпорядковується Міністерству фінансів Росії. Російська митниця — воєнізована організація; вона має спеціальні звання, централізовану логістику, власні наглядові і правоохоронні органи тощо. Тісно співпрацює із російським спеціальними службами, зокрема з податковою інспекцією.

## Керівні органи
Російська імперія
- Комерц-колегія
- Міністерство фінансів.

СРСР
- 1918—1920: Наркомат торгівлі і промисловості.
- 1920—1946: Наркомат зовнішньої торгівлі.
- 1946—1986: Міністерство зовнішньої торгівлі.
- 1986—1991: Головне управління державного митного контролю при Раді міністрів СРСР.

Російська федерація
- 1991—2004: Державним митний комітет.
- з 2004: Федеральна митна служба.

## Голови
- 1780—1788: Герман Даль (фактичний голова російської митниці)